# Stanislaus Zuske
Stanislaus Zuske (* 23. September 1903 in Pierschno, Kreis Schrimm; † 4. September 1942 in der Tötungsanstalt Hartheim) war ein deutscher römisch-katholischer Geistlicher und Märtyrer.

## Leben
Stanislaus Witold Zuske, Sohn eines Lehrers, stammte aus einer deutsch-polnischen Familie. Er besuchte das Gymnasium in Posen, studierte ebenda katholische Theologie und wurde am 20. Februar 1932 zum Priester geweiht. Er wurde Präfekt am Gymnasium Krotoschin und ab 1938 am polnischen Gymnasium Marienwerder.
Am 25. August 1939 wurde er von den Nationalsozialisten wegen Polenseelsorge verhaftet und kam über die Provinzial-Heil- und Pflegeanstalt Tapiau und die Heilanstalt Grünhoff am 21. September in das KZ Hohenbruch, dann über das KZ Stutthof sowie das KZ Sachsenhausen am 14. Dezember 1940 in das KZ Dachau (Häftlingsnummer 22313). Schon krank wurde er am 12. August 1942 in die Tötungsanstalt Hartheim transportiert und dort am 4. September 1942 ermordet.

## Gedenken
Die Römisch-katholische Kirche in Deutschland hat Stanislaus Zuske als Märtyrer aus der Zeit des Nationalsozialismus in das deutsche Martyrologium des 20. Jahrhunderts aufgenommen. Sein Seligsprechungsprozess ist eingeleitet.